# Balushahi
Le balushahi (en hindoustani : बालूशाही ou بالوشاھی) ou badusha dans le sud de l'Inde, appelé aussi makhan bada, est une pâtisserie originaire d'Inde et populaire dans une partie du sous-continent indien. Il peut ressembler à un glazed doughnut (« beignet avec glaçage ») en termes d'apparence, mais en diffère par sa texture, son goût et ses ingrédients.

## Préparation
Les balushahi sont préparés avec de la farine maida, du dahi (yaourt indien) ou yaourt, du beurre et du sucre, et sont frits dans du beurre clarifié (ghi) puis trempés dans du sirop de sucre,. Ils sont parfois parfumés avec de la cardamome et peuvent être garnis de fruits secs tels que pistache, amande, etc., ou de graines de cantaloup (खरबूजा बीज (kharbūjā bīj)) dans le nord-ouest de l'Inde (particulièrement au Rajasthan).
Bien que ce soit peu courant, les balushahi peuvent être aussi enduits de vark, des feuilles d'argent communément employées en pâtisserie indienne.